# Трауте Форести
Трауте Форести (на немски: Traute Foresti) с пълно име Гертрауд Щефани Мария Луизе Йозефа Маргарета Фриц е австрийска актриса, поетеса, белетристка и преводачка, родена в Кюб ам Земеринг (Долна Австрия).

## Биография
През 1935 г. напуска аристократичния си дом и се преселва в Берлин, където работи като детегледачка, частна учителка и възпитателка. През 1939 г. започва да следва психотерапия в Института за психологически изследвания, а също актьорско майсторство при Паул Гюнтер от „Дойчес театър“, Берлин. През 1941 г. се установява във Виена, където завършва актьорското си образование и приема артистичното име Трауте Форести.

## Творчески път
Творческото поприще на Форести започва с литературни четения, в които представя немска и източна поезия, а като член на Форарлбергския областен театър се изявява в Брегенц – през театралния сезон 1945/46 г. играе Лейди Милфорд от драмата на Фридрих Шилер „Коварство и любов“.
Успоредно с театралната си дейност Форести сътрудничи и на Австрийското радио, като участва в радиопиеси и телевизионни постановки – съавтор е на литературното предаване „Светът на книгата“. От 1953 г. Форести се изявява и като литературен критик, най-вече в радиопоредицата „ex libris“. Сътрудничи на авторитетното литературно списание „Протоколе'66“. През 60-те години предприема множество лекционни пътувания из цяла Европа, в които популяризира австрийската поезия.

## Поезия и проза
Сравнително късно Трауте Форести започва да публикува собствени творби. Издава книги с поезия и проза, между които „Смърт, ти ще си последната ми любов. Стихотворения и шансони“ (1985), сборника с любовни разкази „Срещи на Млечния път“ (1990), стихосбирката „Пристигане и раздяла или Между Риба и Скорпион“ (1992), „Абсолютното Ти“ (1994) – стихотворения и проза, стихосбирката „Поривът на вятъра носи сърцето ми“ (1995), „Пламтящият мак“ (1997) – стихотворения и проза и „Да откъснеш тишината. Импулси“ (2002).

## Признание
Трауте Форести пресъздава „вътрешното пространство“ на битието, тишината и нежността на съществуването с вяра в „достойнството на човека“. Стиховете ѝ дишат с очарованието на ведра и тръпчива меланхолия, основните им теми са любовта, радостта, страданието, смъртта, раздялата и самотата, но също и познанието за красотата на живота. По нейни стихотворения са композирани песни. За творчеството ѝ се пише много: „По следите на стиховете. Австрийска лирика в огледалото на три десетилетия“ (2001), „Трауте Форести в литературния живот на Австрия“ (2004) – дисертация в Университета в Грац.
Поетесата има заслуги и към българската литература. През 1980 г. тя издава в свои преводи антологията „Нова българска лирика. 1300 години България“, за което е удостоена с ордена „Кирил и Методий“.